# Oscar von Sydow
Oscar Fredrik von Sydow (Kalmar, condado de Kalmar, Småland, 12 de julio de 1873 – Drottningholm, Lovön, condado de Estocolmo, 19 de agosto de 1936), político sueco, primer ministro de su país entre el 23 de febrero y el 13 de octubre de 1921.
Era hijo de Henrik August von Sydow, un secretario judicial, y de Euphrosyne Maria Modin. Nació en Kalmar, pero se crio en Norrland. En 1890, aprobó su examen de madurez y entró a estudiar Derecho en la Universidad de Upsala. En 1894, se graduó con un grado en servicio civil.
En 1906, von Sydow fue designado subsecretario de Estado en el Ministerio de Administración Pública, y en 1911 se convirtió en el gobernador del condado de Norrbotten. Durante los gobiernos de Hjalmar Hammarskjöld y Carl Swartz (1914–1917), fue ministro de Administración Pública, período durante el cual estableció la Comisión de Desempleo (arbetslöshetskommissionen). Entre 1917 y 1934 fue gobernador de Gotemburgo y del condado de Bohus.
Tras la imprevista renuncia del primer ministro Louis De Geer en 1921, el Rey Gustavo V tuvo dificultades para encontrar un candidato dispuesto a formar un nuevo gobierno, ya que las elecciones estaban cerca. Después de que Hjalmar Branting declinara por dos veces sendas propuestas para convertirse en primer ministro, la designación recayó en Oscar von Sydow.
Von Sydow lanzó un ultimátum diciendo que no quería liderar un gobierno sin poder, y reclamó del Partido Social Demócrata la promesa de apoyarlo en cuestiones importantes de finanzas y defensa. A pesar de estos acuerdos, todas las propuestas realizadas por el nuevo gobierno fueron rechazadas por la oposición. El legado duradero de Von Sydow como primer ministro fue la presentación del proyecto de ley que abolió la pena de muerte en Suecia.
Von Sydow fue mariscal del Reino (riksmarskalk) desde 1934 hasta su muerte en 1936.
| Predecesor: Louis De Geer | Primer ministro de Suecia 1921 | Sucesor: Hjalmar Branting |

- Datos: Q53628
- Multimedia: Oscar von Sydow / Q53628